# 中国共产党中国人民解放军陆军委员会
中国共产党中国人民解放军陆军委员会，简称陆军党委，是中国共产党在中国人民解放军陆军的委员会。

## 沿革
2015年12月，在深化国防和军队改革中，组建中国人民解放军陆军领导机构。随后成立了陆军党委，并组成陆军党委常务委员会。
2016年7月，中共中国人民解放军陆军第一次代表大会召开，选举产生第一届陆军党委。一届一次党委全会选举并经中共中央、中央军委批准，由14人组成党委常务委员会。

## 历届党委
2015年12月至2016年7月
- 书记
  - 刘雷（2015年12月—2016年7月，政治委员）
- 副书记
  - 李作成（2015年12月—2016年7月，司令员）
- 常务委员
  - 刘雷（2015年12月—2016年7月，政治委员）[5]
  - 李作成（2015年12月—2016年7月，司令员）[5]
  - 彭勃（2015年12月—2016年7月，副司令员）[5]
  - 尤海涛（2015年12月—2016年7月，副司令员）[5]
  - 周松和（2015年12月—2016年7月，副司令员）[5]
  - 石晓（2015年12月—2016年5月，副政治委员）[5]
  - 吴刚（2015年12月—2016年7月，纪委书记）[5]
  - 刘振立（2015年12月—2016年7月，参谋长）[5]
  - 张书国（2015年12月—2016年7月，政治工作部主任）[5]
  - 韩志庆（2015年12月—2016年7月，后勤部部长）[5]
  - 高波（2015年12月—2016年7月，装备部部长）[5]

| 2016年7月至今 - 书记 - 刘雷（2016年7月—，政治委员） - 副书记 - 李作成（2016年7月—2017年8月，司令员） - 韩卫国（2017年8月—，司令员） - 常务委员 - 刘雷（2016年7月—，政治委员） - 李作成（2016年7月—，司令员） - 彭勃（2016年7月—，副司令员） - 尤海涛（2016年7月—，副司令员） - 周松和（2016年7月—，副司令员） - 潘良时（2016年7月—，副司令员） - 刁国新（2016年7月—，副政治委员） - 吴刚（2016年7月—，纪委书记） - 刘振立（2016年7月—，参谋长） - 张书国（2016年7月—2017年1月，政治工作部主任） - 韩志庆（2016年7月—，后勤部部长） - 高波（2016年7月—，装备部部长） - 刘家国（2017年1月—，政治工作部主任） - 韩卫国（2017年8月—，司令员） |